# Kaneto Shindō
Kaneto Shindō (japonès: 新藤 兼人, Shindō Kaneto) (Hiroshima, 22 d'abril de 1912 − Tòquio, 29 de maig de 2012) és un director de cinema, guionista i productor japonès.

## Biografia
Comença la seva carrera com a ajudant decorador a la Shochiku el 1934, es converteix en guionista el 1949. Passa darrere la càmera, com a director, el 1950, al si dels estudis de la Kozaburo Yoshimura la Kindai Kyokai Eiga (Societat de cinema modern japonesa). Coneix un molt ampli èxit internacional amb Hadaka no shima (L'Illa nua), gran premi del Festival Internacional de Cinema de Moscou el 1961.

### Vida privada
Ha estat casat amb l'actriu Nobuko Otowa (1925–1994) que ha actuat en 41 de les seves pel·lícules.

## Filmografia[4]

### Guionista
- 1951 舞姫 Maihime de Mikio Naruse
- 1966 刺青 - Irezumi de Yasuzo Masumura

### Director i guionista
- 1951: Aisai monogatari
- 1952: Gembaku no ko
- 1952: Nadare
- 1953: Shukuzu
- 1953: Onna no issho
- 1954: Dobu
- 1955: Okami
- 1956: Gin shinju
- 1956: Ryûri no kishi
- 1956: Joyu
- 1957: Umi no yarodomo
- 1958: Daigo Fukuryu-Maru
- 1958: Kanashimi wa onna dakeni
- 1959: Hanayome-san wa sekai-ichi
- 1960: Hadaka no shima
- 1962: Ningen
- 1963: Haha
- 1964: El dimoni (Onibaba)
- 1965: Akuto
- 1966: Honnou
- 1967: Sei no kigen
- 1968: Yabu no Naka no Kuroneko
- 1968: Tsuyomushi onna to yowamushi otoko
- 1969: Kagerou
- 1970: Hadaka no Jukyu-sai
- 1972: Kanawa
- 1972: Sanka
- 1973: Kokoro
- 1974: Waga michi
- 1975: Aru eiga-kantoku no shogai
- 1977: Chikuzan hitori tabi
- 1979: Kôsatsu
- 1981: Hokusai manga
- 1984: Chihei-sen
- 1986: Black Board
- 1986: Tree Without Leaves
- 1988: Sakura-tai Chiru
- 1993: Bokuto kidan
- 1995: Gogo no Yuigon-jo
- 1999: Ikitai
- 2000: Sanmon yakusha
- 2003: Fukuro

### Productor
- 1966 Honnou
- 1972 Kanawa
- 1972 Sanka
- 1973 Kokoro
- 1979 Kôsatsu

## Premis i nominacions

### Nominacions
- 1953: Gran Premi (Festival de Canes) per Genbaku no ko
- 1963: Lleó d'Or per Ningen